# Morowudi
Morowudi is een bestuurslaag in het regentschap Gresik van de provincie Oost-Java, Indonesië. Morowudi telt 3511 inwoners (volkstelling 2010).